# Marenestha
Marenestha is een geslacht van rechtvleugeligen uit de familie sabelsprinkhanen (Tettigoniidae). De wetenschappelijke naam van dit geslacht is voor het eerst geldig gepubliceerd in 1878 door Brunner von Wattenwyl.

## Soorten
Het geslacht Marenestha  is monotypisch en omvat slechts de volgende soort:
- Marenestha inconspicua (Brunner von Wattenwyl, 1878)